# 丁口
丁口為中國清朝人口的計算單位，為人丁與女口的合稱。
丁即人丁；指的是16歲－60歲的男子、口則指女口；指的是婦女或15歲以下男子。清朝入關除華南地區，人丁須交丁銀，並奉派服徭役；女口則全免。不過華南地區如浙江、福建、廣東、江西等省區女口仍須納食鹽稅，因此女口又稱為食鹽糧口。
18世紀初，清政府實行攤丁入地，丁口所繳納銀按納糧戶實占地畝數量計算徵收, 稱為田额；至此丁口不再成為徵稅的派征單位，不過仍為戶政計算單位。1740年之後，中國清朝實行保甲戶口統計法，丁口亦正式成為統計戶政時的人口計算單位。